# Storsjön (Björna socken, Ångermanland)
Storsjön är en sjö i Örnsköldsviks kommun i Ångermanland och ingår i Gideälvens huvudavrinningsområde. Sjön är 19 meter djup, har en yta på 3,87 kvadratkilometer och befinner sig 191 meter över havet. Sjön avvattnas av vattendraget Movattensbäcken.

## Delavrinningsområde
Storsjön ingår i det delavrinningsområde (706098-164112) som SMHI kallar för Utloppet av Storsjön. Medelhöjden är 208 meter över havet och ytan är 17,91 kvadratkilometer. Det finns inga avrinningsområden uppströms utan avrinningsområdet är högsta punkten. Movattensbäcken som avvattnar avrinningsområdet har biflödesordning 2, vilket innebär att vattnet flödar genom totalt 2 vattendrag innan det når havet efter 65 kilometer. Avrinningsområdet består mestadels av skog (42 procent), öppen mark (15 procent) och jordbruk (12 procent). Avrinningsområdet har 3,94 kvadratkilometer vattenytor vilket ger det en sjöprocent på 22 procent. Bebyggelsen i området täcker en yta av 0,62 kvadratkilometer eller 3 procent av avrinningsområdet.